# ضياءأباد
ضياءأباد (بالفارسية: ضیاءآباد) هي منطقة سكنية تقع في إيران في Ziaabad District. يقدر عدد سكانها بـ 8,385 نسمة .